# Urzsum
Urzsum (oroszul: Уржум) város Oroszország Kirovi területén, az Urzsumi járás székhelye.	
Lakossága: 10 213 fő (a 2010. évi népszámláláskor).

## Fekvése
A Kirovi terület déli részén, Kirov területi székhelytől 195 km-re délre, az Urzsumka (a Vjatka mellékfolyója) torkolatától 10 km-re fekszik. Területe a Vjatkai-uvalok (dombság) karsztos vidékéhez tartozik. A legközelebbi vasútállomás a 160 km-re délkeletre lévő Vjatszkije Poljani, a Kazany–Agriz vasútvonalon.

## Története
Írott forrás először az 1554. évvel kapcsolatban említi, amikor Urzsum a vjatkai marik települése volt. 1584-ben már orosz erőd állt a helyén. 1647-ben fából új erődöt építettek, és sánccal, árokkal vették körül. 1796-ban a Vjatkai kormányzóság egyik városa és ujezd székhelye lett.
A 19. században kereskedők városa és a kézművesség egyik központja volt. Urzsumon át nagy mennyiségben szállítottak bőröket, kenyérgabonát, lisztet, egyéb mezőgazdasági termékeket a Volga menti városokba. Az 1861. évi reform előtt kb. kétezer lakosa közül 190 mesterember dolgozott a legkülönbözőbb szakmákban. Az ipari korszak eljöttével a kézműipar jelentősége erősen visszaszorult.
Mint a Vjatka vidékének sok más helysége, Urzsum is száműzetések helyszíne volt.

## Közlekedés
A járáson vezetett át egykor a forgalmas kazanyi útvonal (Kazanszkij trakt). Ma Urzsumot országút köti észak felé Nolinszkkal és Kirovval, délkelet felé Malmizzsal és Vjatszkije Poljanival. Északnyugat felé aszfaltozott közút teremt kapcsolatot Szovjetszkkel.
A Vjatka a vízi szállítás fontos útvonala, Cepocskino folyami kikötő 12 km-re fekszik a várostól. Urzsum repülőtere negyven éven át, 1992-ig fogadott, illetve indított gépeket, azután lezárták. Még a 2010-es évek elején sem működött. Vasútvonal nincs a környéken.

## A mai város
A gazdag kereskedők, gyárosok 19–20. század fordulóján épített házai sajátos stílust képviselnek és nagy számban maradtak fenn. A városnak számos műemléke van, köztük a városi hivatal (19. század) és a mozi épülete is (utóbbi 1912-ben nyílt meg). Helytörténeti múzeuma 1924-ben, Kirov – a város szülötte – emlékmúzeuma 1935-ben nyílt meg.
Központi temploma, a Troickij-székesegyház (Szentháromság-székesegyház) 1895–1900 között épült. Harangtornya valószínűleg a korábbi, 1811–1822. években emelt templomból maradt fenn. 1930 közepén a székesegyházat bezárták (bár egy részében tovább is tartottak misét) és raktárnak használták, berendezéseit kifosztották. Miután visszakapta az orosz ortodox egyház, a 21. század elején kívül teljesen felújították.